# 明朝伊斯兰教
明朝伊斯兰教，是指明朝时期中国的伊斯兰教的发展和正式中国化的情况。元代的色目人留下成为回族，他们多数改了汉姓与接受中国文化，他们也不再出海贸易。

## 背景
明朝初期由于海禁封国，中国的穆斯林在很长一段时间内与伊斯兰世界隔绝、独立发展，原本以回鹘后代、畏兀儿等少数民族为主体的穆斯林群体，逐渐和接受了伊斯兰教的汉族人、滞留中国的阿拉伯客商后代等等不同民族来源的穆斯林通婚，融合成了一个以宗教为纽带的民族——回族。

## 本地化与民族政策
虽然明朝政府不干涉穆斯林的宗教自由，但慑于元朝遗留军事组织的威胁，总体上明朝政府对元朝时实行半军事化管理的蒙古人和色目人群体采用防范与民族同化政策。
明太祖首先推行蒙古与色目人分离政策，颁布蒙古人不得与色目人自相嫁娶的诏令（但是允许色目人中不同语言、部族之间嫁娶自由），洪武六年闰十一月颁定《大明律》时，将此诏收入其中，强行推行。与此同时，为了消除元朝蒙古人对汉人压迫性统治的影响，朱元璋又下诏“复衣冠如唐制”，对蒙古、色目等少数民族的“辫发椎髻、胡服、胡语、胡姓一切禁止”。此阶段，个别“汉族中心主义”的学者对于蒙古人和色目人持极度猜忌、排斥态度，甚至不愿意接受蒙古人和色目人的汉化，例如洪武九年，淮安府海州儒学学正曾秉正上言，认为蒙古人和色目人汉化得和汉人没有区别，并且纷纷做官、经商，获取了很大的影响力，是对明朝朝廷的潜在威胁，应该令他们改回具有民族特色的姓名，以便朝廷区分其民族属性、加以防范。类似的争论仅在明朝初期统治不稳固时期出现，随着明朝统治日益强盛，对于蒙古人和色目人的针对性逐渐不显。
对于另一些在元代以前就生活在甘肃青海一代的穆斯林，明太祖就没有采取针对性措施，而是加以安抚，改封他们的头人为土司，以方便他们依照其宗教习俗管理社区、方便生活。

## 影响
回族穆斯林变成中国社会一部分，接受中国服装与文化；他们与汉族通婚，使用汉化的回族姓氏，如马、穆、沙、哈、羽，賈等；说汉语（对于宗教经典的传承仍使用阿拉伯语）；清真饭食逐渐发展为清真菜系。由于民族属性的改变，这一时期的清真寺风格也非常具有中国特色。